# Cornelia Tesch
Cornelia Tesch ist eine frühere deutsche Eiskunstläuferin, die für den TuS Stuttgart Eissport startete. 1982 wurde sie Junioren-Vizeweltmeisterin. Ihr Trainer war Karel Fajfr.

## Erfolge/Ergebnisse (Einzellauf)

### Olympische Winterspiele
- keine Teilnahme

### Weltmeisterschaften
- 1984 – 18. Rang – Ottawa

### Juniorenweltmeisterschaften
- 1981 – 5. Rang – London (Ontario)
- 1982 – 2. Rang – Oberstdorf

### Europameisterschaften
- 1984 – 10. Rang – Budapest
- 1986 – 12. Rang – Kopenhagen

### Deutsche Meisterschaften
- 1983 – 3. Rang
- 1984 – 2. Rang
- 1985 – 3. Rang
- 1986 – 2. Rang

### Andere Wettbewerbe
- 1981 – 1. Rang – Nebelhorn Trophy, Oberstdorf
- 1985 – 1. Rang – Nebelhorn Trophy, Oberstdorf

| Personendaten    | Personendaten             |
| ---------------- | ------------------------- |
| NAME             | Tesch, Cornelia           |
| KURZBESCHREIBUNG | deutsche Eiskunstläuferin |
| GEBURTSDATUM     | 20. Jahrhundert           |